# Landgraviat de Hesse-Philippsthal-Barchfeld

Blason de Hesse-Philippsthal

Le landgraviat de Hesse-Philippsthal-Barchfeld est située au sud-est du landgraviat de Hesse-Cassel. Le territoire était une principauté médiate du landgraviat de Hesse-Cassel. 
Il fut instauré en 1721 comme paréage pour Guillaume de Hesse-Philippsthal-Barchfeld, le fils cadet de Philippe de Hesse-Philippsthal, qui lui-même avait reçu la Hesse-Philippsthal comme principauté médiate par son frère le landgrave Charles Ier de Hesse-Cassel. La résidence était à Barchfeld.
En 1806, la Hesse-Philippsthal-Barchfeld fut annexée au Royaume de Westphalie, en 1813 reconstituée sous la suprématie de l'Électeur de Hesse-Cassel. En 1866, elle fut annexée par la Prusse avec la Hesse-Cassel. En compensation la maison de Hesse-Philippsthal-Barchfeld reçut le Château de Rotenburg an der Fulda. Après l'abdication du landgrave Ernest de Hesse-Philippsthal (1868), la lignée des Hesse-Philippsthal se perpétue avec cette sixième branche de Hesse-Philippsthal-Barchfeld.
Après la mort de Ernest de Hesse-Philippsthal (1846-1925) la lignée de Hesse-Philippsthal-Barchfeld inhéritait des biens ruraux de la lignée de Hesse-Philippsthal et transférait son siège au Château d'Augustenau à Herleshausen. Les châteaux de Philippsthal, de Barchfeld et de Rotenburg étaient vendus après 1930.
Guillaume de Hesse-Philippsthal (1933-) est l'actuel landgrave de Hesse-Philippsthal. Il habite le Château d'Augustenau.

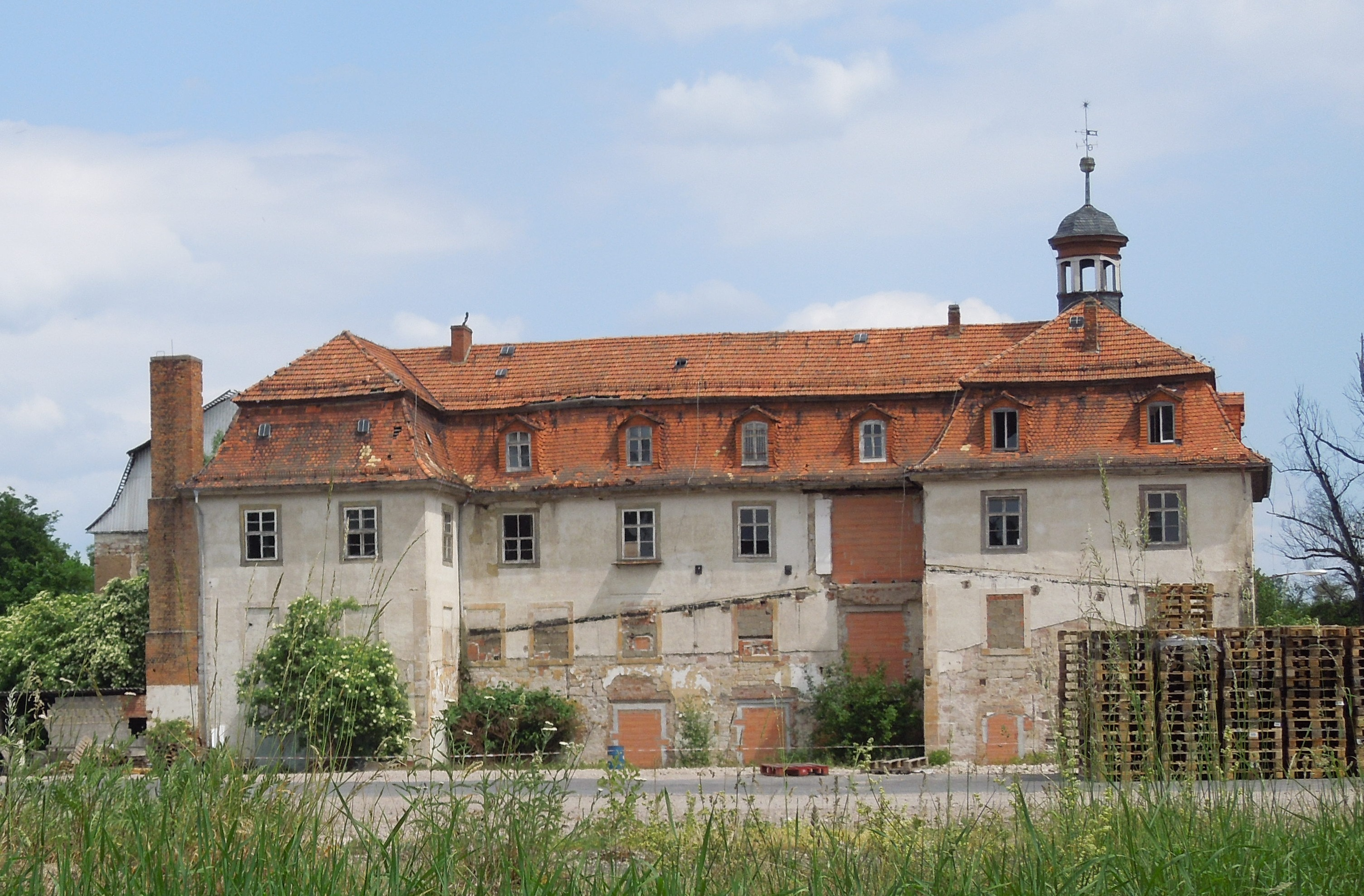
Château de Wilhelmsburg à Barchfeld
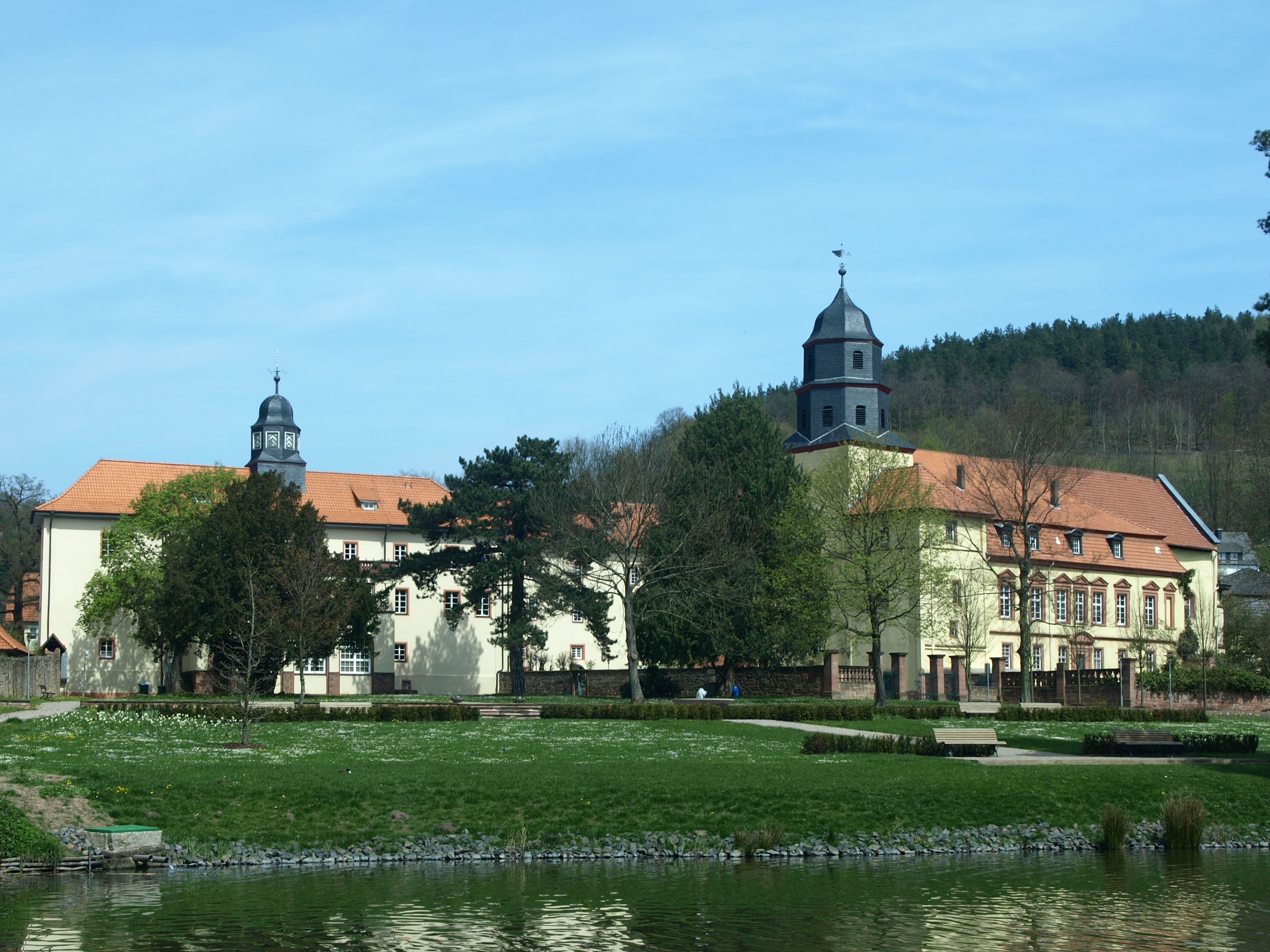
Château de Philippsthal
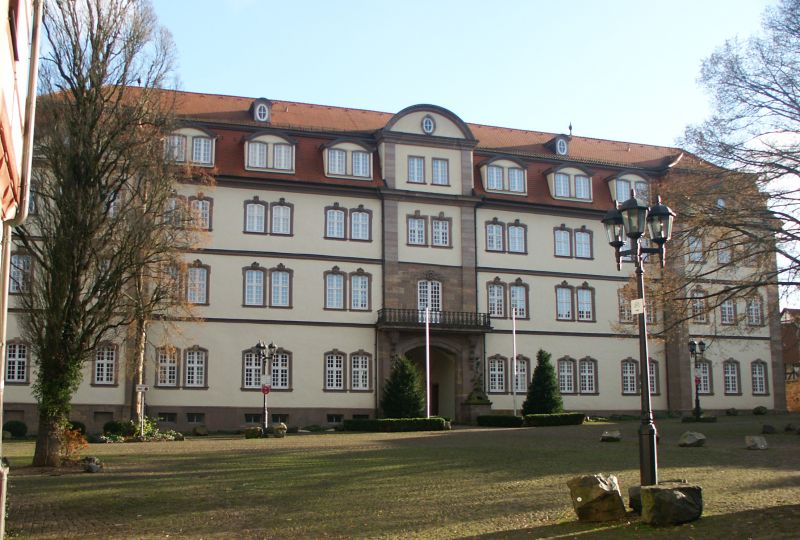
Château de Rotenburg
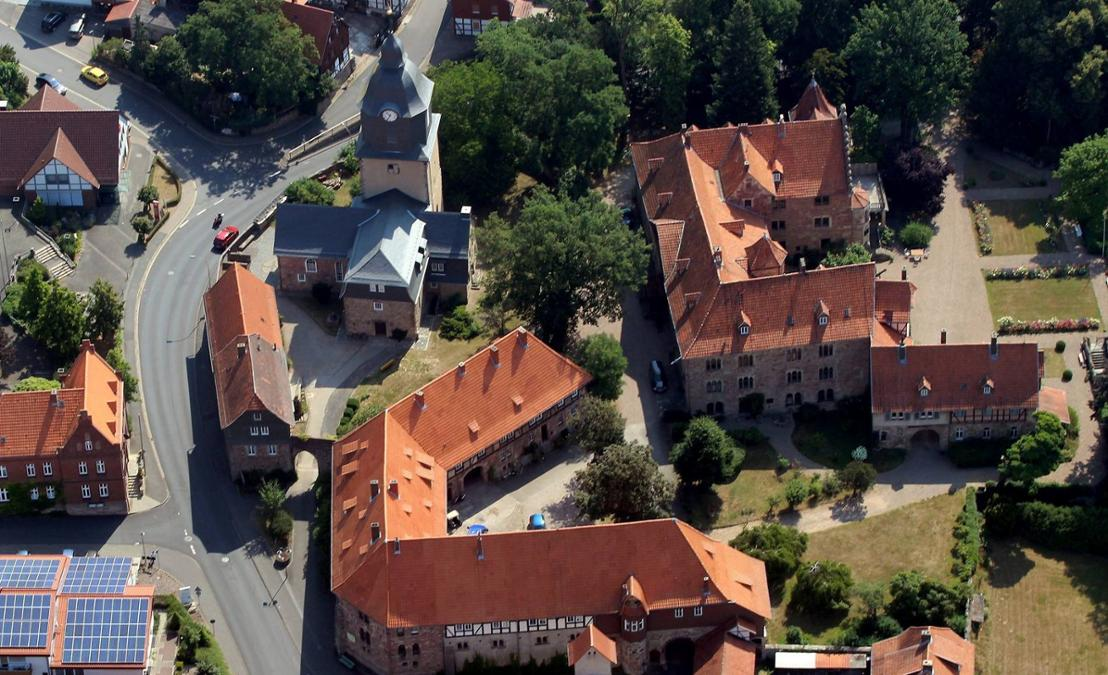
Château d'Augustenau à Herleshausen